# Club Atlético Peñarol (féminines)
Ne doit pas être confondu avec Club Atlético Peñarol.
Le Club Atlético Peñarol est un club uruguayen de football féminin basé à Montevideo. Le club est sacré trois fois champion d'Uruguay consécutivement en 2017, 2018 et 2019.

## Historique
La section féminine du Club Atlético Peñarol (fondé en 1891) joue dans les années 70 dans les premiers championnats féminins, en 1975 les compétitions féminines sont arrêtées. En 1996, la fédération uruguayenne de football reprend l'organisation, d'abord sous forme de tournoi de football à 5. En 1997, le championnat se joue à onze, le Peñarol n'inscrit une équipe féminine qu'en 2012 et intègre la première division féminine en 2013.
Le 13 avril 2013, le club joue son premier classique contre le Club Nacional qui à ce moment-là est un club majeur du football féminin uruguayen. La première rencontre est perdue 7 à 0.
Le Peñarol mettra fin à l'hégémonie du Colón Fútbol Club en 2017 en remportant son premier titre de champion. Le club récidivera les deux saisons suivantes et joue sa première Copa Libertadores féminine en 2018.
En 2020, Peñarol sera vice-champion derrière son grand rival le Club Nacional.

## Palmarès
- Championnat d'Uruguay
  - Champion : 2017, 2018 et 2019

## Records
En 2016, Peñarol enregistre sa plus grosse victoire 27 à 0 contre le Club Oriental mais ne bat pas le record national (28-0) détenu par le Club Nacional contre Huracán Buceo.